# Глазова Людмила Сергіївна
Людми́ла Сергі́ївна Гла́зова (*29 серпня 1907 — †16 травня 1981) — радянська акторка, Заслужена артистка РРФСР, дружина кінорежисера Семена Тимошенка.

## Біографія
Народилася 29 серпня 1907 року у селищі Іжевський завод Іжевської волості Спаського повіту Рязанської губернії Російської імперії (тепер — місто Іжевськ, столиця Республіки Удмуртія Приволзького федерального округу Росії).
Мала старшу сестру Тамару.
Батько, після Жовтневого перевороту, пішов служити до Червоної армії. Мати залишилася одна з двома дітьми та старенькою мамою, була змушена влаштуватися на роботу друкаркою.
У школі Люда організувала драмгурток. 
У 1921 році, після несподіваної хвороби матері, — змушена була підпрацьовувати, займаючись репетиторством із дітьми зі своєї школи.
У 1923 році з Червоної армії повернувся батько, і невдовзі вся родина переїхала до Москви. У столиці батько влаштувався до Палацу праці, а згодом — став директором термітно-стрілочного заводу. Старша сестра Людмили, Тамара, у 1926 році закінчила школу і вступила до архітектурного інституту. Людмила отримала атестат через рік і втупила на акторський факультет Кінотехнікуму імені Бориса Чайковського, який закінчила у 1930 році.
У кіно — з 1928 року. Перша роль — піонерки Тоні у фільмі «Хочу бути льотчицею».
У 1931 році — прийнята в штат кіностудії «Міжрабпомфільм».
Під керівництвом мхатівця Василя Топоркова зіграла Тетяну Олексіївну в «Ювілеї» Чехова та Наташу в «На дні» Горького. Хотіла залишити кіно заради театру, прийнявши запрошення вступити до трупи Театру імені Єрмолової. Навіть почала репетиції з режисером Максом Терешковичем у п'єсі Шиллера «Підступність і кохання». Але отримала запрошення від режисера Семена Тимошенка зіграти головну жіночу роль у музичній комедії «Воротар». Фільм мав великий успіх у глядачів і зробив Глазову відомою на весь Радянський Союз. Також актриса стала дружиною Тимошенка.
У 1944 році — разом із чоловіком — повернулася із евакуації з Алма-Ати. Вступила до акторського штату кіностудії «Ленфільм», який через чотири роки ліквідували. 
У 1947 році — отримала звання Заслуженої артистки РРФСР.
У 1949 році була затверджена на роль Анни у фільмі Герберта Раппапорта та Віктора Ейсимонта «Олександр Попов», яку так і не зіграла через переробку сценарію і видалення ролі.
Єдиний син В'ячеслав — у 12 років помер (потонув, коли гостював у сестри матері, тітки Тамари). Після цього — важко захворів чоловік, став повністю недієздатним. Доглядаючи чоловіка, зрідка виступала на концертах. Вела драмгурток у ленінградській школі № 86, де поставила вистави «Двадцять років по тому» та «Старі друзі».
Коли приймала у гостях племінника, сина сестри Тамари, сталася трагедія. Небіж, у складі патруля добровільної народної дружини у Парку імені Леніна, заступився за дівчину, яка відбивалася від хуліганів, і отримав десять ножових поранень. Племінник не вижив.
З 1957 року — актриса знову створеної Студії кіноактора при кіностудії «Ленфільм».
13 листопада 1958 року — не стало чоловіка, кінорежисера Семена Тимошенка.
У Студії кіноактора зіграла дві ролі — Анну Семенівну у п'єсі «Новий час» та Наташу в «Принижених та зневажених».
У 1971 році — через вік та незатребуваність — вийшла на пенсію.
Загинула 16 травня 1981 року у Ленінграді. За однією версією — від отруєння: у квартирі стався витік газу. За іншою: намагалася висушити волосся над запаленою газовою комфоркою та отримала опіки, несумісні з життям.
Похована на Серафимівському цвинтарі Ленінграда поряд із Семеном Тимошенком.

## Родина
Перший чоловік — кіноактор, а пізніше — режисер, Ян Буринський (*1901 — †1982), знімався в радянських фільмах 1930-1940-х років.
Другий чоловік — кінорежисер Семен Тимошенко (*1899 — †1958).
Син В'ячеслав — помер у 12 років (потонув, коли гостював у тітки).

## Фільмографія
- 1928 — «Хочу бути льотчицею» (піонерка Тоня, вожата жовтенят)
- 1931 — «Великі будні» (Настя)
- 1932 — «Дві зустрічі» (робітниця судноверфі, немає в титрах)
- 1933 — «Сонце сходить на заході» (Рагна)
- 1934 — «Настенька Устинова» (жінка з вулиці)
- 1934 — «Чотири візити Самюеля Вульфа» (Феліс)
- 1936 — «Борці» (Урсула Клеберсбуш — донька, співачка, немає в титрах)
- 1936 — «Воротар» (Анастасія Вальяжна, конструктор)
- 1938 — «Руслан і Людмила» (Людмила — головна роль)
- 1943 — «Чекай мене» (подруга Лізи, немає в титрах)
- 1944 — «Навала» (Ольга Таланова, донька — головна роль)
- 1945 — «Небесний тихохід» (Катя Кутузова, старший лейтенант)
- 1959 — «У твоїх руках життя» (лікарка, немає в титрах)
- 1959 — «Пісня про Кольцова» (тітка Ліза)
- 1960 — «Людина з майбутнім» (Євдокія Максимівна, мати Івана Кондакова)
- 1960 — «Чужа біда» (Табакова)
- 1963 — «День щастя» (нова дружина зятя Берьозкіна)
- 1964 — «Жайворонок» (полонена російська жінка, що працює на полі)
- 1964 — «Нуль три» (мати пацієнта)
- 1965 — «Хочу вірити» (Зоя Іванівна, сусідка Людмили, яка виховала Машу)
- 1970 — «Зелені ланцюжки» (жінка на ринку, що продає дитячі черевики)
- 1970 — «Секундомір» (адміністраторка готелю)
- 1972 — «Зірка в ночі» (мати заарештованого)
- 1980 — «Нікудишня» (бабуся Ані, мати Віри)